# Фёдоров-Рошаль, Михаил Георгиевич
Михаил Федоров-Рошаль (2 апреля 1956, Москва — 2 января 2007, Москва) — советский и российский художник-концептуалист, один из первых акционистов и деятелей в области перформанса в России. Внук режиссёра Григория Рошаля.

## Биография
Родители: Георгий Борисович Фёдоров (1917—1993), археолог, доктор исторических наук, и Рошаль-Строева, Марианна Григорьевна (1925—2022), кинорежиссёр.
Посещал художественную школу на Кропоткинской в 1974 г., где преподавали Виталий Комар и Александр Меламид.
В период 1974—1979 г.г. входил в состав арт-группы «Гнездо» вместе с Виктором Скерсисом и Геннадием Донским.
В большей степени приобрел известность за счет перформанса «Тихо, Идет эксперимент!» («Высиживайте яйца», авторское название — «Высиживатель духа»), прошедшего в павильоне «Дом Культуры» на ВДНХ в 1975 г. Суть перформанса заключалась в том, что художники должны были высиживать яйца в двухметровом гнезде, после чего за их сообществом и закрепилось название «Гнездо».

### Творческая деятельность
До того, как образовался коллектив «Гнездо», Михаил Рошаль работал в одиночку. Ему принадлежат разработки таких проектов, как «Коммуникативная труба» и «Железный занавес», созданные в 70-е г.г., а позже позаимствованные Сергеем Соловьевым в фильме «Асса».
В 1974 году, будучи 18-летним энтузиастом, он стал одним из самых молодых участников легендарной, наделавшей много шума Бульдозерной выставки. Узнал он о предстоящей акции непосредственно от своих преподавателей, Виталия Комара и Александра Меламида.
Организатор акции Оскар Рабин в своем интервью в Лондоне говорил:

Выставка изначально планировалась как политический вызов репрессивному режиму, а не как художественное событие.— https://www.theguardian.com/artanddesign/2010/nov/30/russian-painters-traitors-exhibit-london
На выставке Михаил Рошаль собирался представить две свои работы: «Дадим угля сверх плана!» (икона с изображением Христа, в руках у него книга, на обложке которой выведен лозунг про уголь), и «Музыка на холсте», однако так и не успел, поскольку других художников, в том числе Оскара и Александра Рабина, в это время уже начали задерживать сотрудники ГБ.
В одном из своих интервью Михаил Рошаль подробно описывал то, как протекало мероприятие:

Я даже не знаю, кто что показывал, потому что сама выставка была минутным делом. «Рабочие» отряды не дали возможности большинству участников даже распаковать картины! Правда, они не ожидали подобного наплыва зрителей. Полагаю, что художники тоже не думали, что приедет такое количество людей. Сначала была небольшая кучка, но очень своевременно об этом событии передали «голоса», и через полчаса народ повалил валом. Помню картинку: день был серый, и вдруг — луч солнца, на пригорке стоит толпа, а в центре толпы — подъехавший только что на такси, в желтом пиджаке и синем галстуке, актер Лев Прыгунов, популярный в то время персонаж. Неожиданный для властей шум поднялся из-за того, что какому-то западному корреспонденту разбили сначала камеру, а потом физиономию. Кто-то из «садоводов» проявил слишком много инициативы! А грузовики с саженцами — это был реальный театр абсурда! Естественно, никто ничего не высаживал, машины ездили, месили грязь, гоняли народ.— https://web.archive.org/web/20091124220034/www.iskusstvo-info.ru/2004/4/04_26_31b.htm
Тем не менее, Бульдозерная выставка стала отправной точкой для многих андеграундных художников из разных уголков страны. Они также начали выходить в свет, собираться вместе. Благодаря этой выставке, неосведомленная публика узнала о существовании иной линии развития искусства, о деятельности художников-нонконформистов и о неофициальном искусстве СССР.
В 1975 г., через год после описываемых событий, состоялась еще одна выставка в ДК ВДНХ, где и зародился коллектив «Гнездо», благодаря одноименному перформансу. На самом деле, конкретно эту акцию всех троих участников — Рошаля, Скерсиса и Донского — власти собирались пресечь. В том же интервью для The Art Magazine «Искусство», Федоров-Рошаль излагал следующее:

Меня поразило, что накануне выставки в ДК инициативная группа сообщила нам, что власти не разрешают выставлять «Гнездо». При этом присутствовало человек сорок художников, потом подошли еще, и они дружно сказали, что снимут свои работы, если не будет «Гнезда»! И его оставили! Это был первый и последний раз, когда проявилась такая солидарность среди художников. А власть вынуждена была пойти на уступки!— https://web.archive.org/web/20091124220034/www.iskusstvo-info.ru/2004/4/04_26_31b.htm

### Арт-группа «Гнездо»
Этот коллектив просуществовал с 1975 по 1979 г.г. На память участников приходится огромное количество акций, хэппенингов и инсталляций:

### 1975 год
- Акция «Высиживание духа» (повторно в Братиславе, 1991 г., в ЦДХ, 1994 г., в ГЦСИ, 2005 г.)
- Инсталляция «Коммуникативная труба»
- Инсталляция «Термография Горького»
- Инсталляция «Качайте красный насос!»
- Инсталляция «24 узелка на память» (в честь 24-го съезда КПСС)

### 1976 год
- Акция «Школа живописи» («Раскрась сам!»)
- Акция «Оплодотворение земли»
- Акция «Помощь советской власти в битве за урожай»
- Инсталляция «Железный занавес»

### 1977 год
- Акции из серии «Нефункциональное искусство»: Попытка взлета. Попытка увидеть самого себя в прошлом и будущем.
- Акция «Стягивание материков: восстановление Гондваны — единого духовного и материального поля»
- Акция «Эстетизация окружающей среды»
- Акция «Underground Art»
- Акция «Станем на метр ближе»
- Акция «60 ногтей на память» (в честь 60-й годовщины Советской власти)
- Инсталляция «Портреты Сахарова и Солженицына»

### 1978 год
- Акция «Гипнотизирование холста»
- Акция в защиту окружающей среды «Всемирная минута недышания»
- Акция «Поедание. Чтобы понять внутреннюю сущность вещей, они должны стать вашей частью» (в ходе данного перформанса участники коллектива «поедали» в том числе рубль, таракана и даже репродукцию картины Репина «Иван Грозный и сын его Иван 16 ноября 1581 года»)
- Акция «Демонстрация. Искусство в массы»
- Акция «Забег в сторону Иерусалима»
- Акция «Получасовая попытка материализации Комара и Меламида»
- Инсталляция «График истории КПСС в съездах»

### 1979 год
- Акция Виталия Комара и Александра Меламида «Продажа душ» (в исполнении группы «Гнездо»)
- Серия инсталляций «Приветствия»
- Инсталляция «Направление мысли»
- Инсталляция «62 распила на память» (в честь 62-й годовщины Советской власти)[8]

### Квартирная галерея «APTART»
После распада арт-группы «Гнездо» Михаил Рошаль вместе со Свеном Гундлахом и Никитой Алексеевым в 1982 г. организовали сообщество «APTART» (apartements art). Название группа получила из-за того, что все выставки проводились в «квартирном» формате. Участники являлись представителями неофициального искусства, а, следовательно, запрещенного, поэтому публично выступать со своими работами у них так или иначе возможности не было. В 1984 г. деятельность «APTART» также была пресечена и разгромлена КГБ.